# Ex on the Beach (2.ª temporada)
A segunda temporada de Ex on the Beach, um reality show britânico, que foi exibida pela MTV de 27 de janeiro a 17 de março de 2015, depois de 8 episódios semanais. A temporada foi confirmada em 23 de julho de 2014 quando foi anunciado que as filmagens começariam em breve. Também foi anunciado que as estrelas de Geordie Shore Charlotte Crosby e Gary Beadle estariam no reality.
Rogan, mais tarde voltou para a terceira temporada, desta vez como ex. Gary e Jess voltaram como participantes originais da 5ª, junto com Ashley, Kayleigh e Melissa que retornaram como ex.

## Participantes
A lista com 8 participantes originais foi revelada pela emissora em 6 de janeiro de 2015 e incluía quatro homens; Connor Hunter, Luke Goodfellow, Morgan Evans e Rogan O'Connor, e quatro mulheres; Anita Kaushik, Kayleigh Morris, Loren Green e Melissa Reeves. Também foi anunciado que as estrelas de Geordie Shore Charlotte Crosby e Gary Beadle estariam no reality. Antes da estreia, foi confirmado que o participante da primeira temporada, Ashley Cain, retornaria como um ex.
- Negrito indica o participante original; todos os outros participantes, foram trazidos para o programa como um ex.

| Episódios | Nome             | Idade (no início da temporada) | Cidade natal          | Ex                                                     |  |
| --------- | ---------------- | ------------------------------ | --------------------- | ------------------------------------------------------ |  |
| 8         | Anita Kaushik    | 22                             | Londres               | Joe Chandler, Rogan O'Connor                           |  |
| 8         | Connor Hunter    | 18                             | Essex                 | Megan Clark                                            |  |
| 8         | Kayleigh Morris  | 26                             | País de Gales/Londres | Adam Gabriel                                           |  |
| 8         | Loren Green      | 23                             | Walsall               | —                                                      |  |
| 8         | Luke Goodfellow  | 22                             | Cardiff               | Danielle Abbott                                        |  |
| 8         | Melissa Reeves   | 22                             | Liverpool             | Gary Beadle                                            |  |
| 8         | Morgan Evans     | 26                             | Birmingham            | Emily Colley                                           |  |
| 8         | Rogan O'Connor   | 25                             | Stratford-upon-Avon   | Anita Kaushik, Emily Colley, Jess Impiazzi             |  |
|           |                  |                                |                       |                                                        |  |
| 8         | Adam Gabriel     | 23                             | Londres               | Kayleigh Morris                                        |  |
| 8         | Megan Clark      | 19                             | Essex                 | Connor Hunter                                          |  |
| 7         | Jess Impiazzi    | 25                             | Surrey                | Rogan O'Connor                                         |  |
| 6         | Gary Beadle      | 26                             | Newcastle             | Charlotte Crosby, Emily Colley, Melissa Reeves         |  |
| 6         | Emily Colley     | 24                             | Worcestershire        | Ashley Cain, Gary Beadle, Morgan Evans, Rogan O'Connor |  |
| 5         | Joe Chandler     | 22                             | Surrey                | Anita Kaushik                                          |  |
| 4         | Charlotte Crosby | 24                             | Sunderland            | Gary Beadle                                            |  |
| 3         | Danielle Abbott  | 22                             | Reading               | Luke Goodfellow                                        |  |
| 2         | Ashley Cain      | 23                             | Nuneaton              | Emily Colley                                           |  |

### Duração do elenco
| Participantes | Episódios | Episódios | Episódios | Episódios | Episódios | Episódios | Episódios | Episódios |
| Participantes | 1         | 2         | 3         | 4         | 5         | 6         | 7         | 8         |
| Anita         |           |           |           |           |           |           |           |           |
| Connor        |           |           |           |           |           |           |           |           |
| Kayleigh      |           |           |           |           |           |           |           |           |
| Loren         |           |           |           |           |           |           |           |           |
| Luke          |           |           |           |           |           |           |           |           |
| Melissa       |           |           |           |           |           |           |           |           |
| Morgan        |           |           |           |           |           |           |           |           |
| Rogan         |           |           |           |           |           |           |           |           |
| Adam          |           |           |           |           |           |           |           |           |
| Megan         |           |           |           |           |           |           |           |           |
| Jess          |           |           |           |           |           |           |           |           |
| Gary          |           |           |           |           |           |           |           |           |
| Emily         |           |           |           |           |           |           |           |           |
| Joe           |           |           |           |           |           |           |           |           |
| Charlotte     |           |           |           |           |           |           |           |           |
| Danielle      |           |           |           |           |           |           |           |           |
| Ashley        |           |           |           |           |           |           |           |           |
| ------------- | --------- | --------- | --------- | --------- | --------- | --------- | --------- | --------- |

Notas
     = "Participante" aparece neste episódio.
     = "Participante" chega na praia.
     = "Participante" tem um ex a chegar na praia.
     = "Participante" chega na praia e tem um ex a chegar durante o mesmo episódio.
     = "Participante" não aparece neste episódio.